# Quincy, Ohio

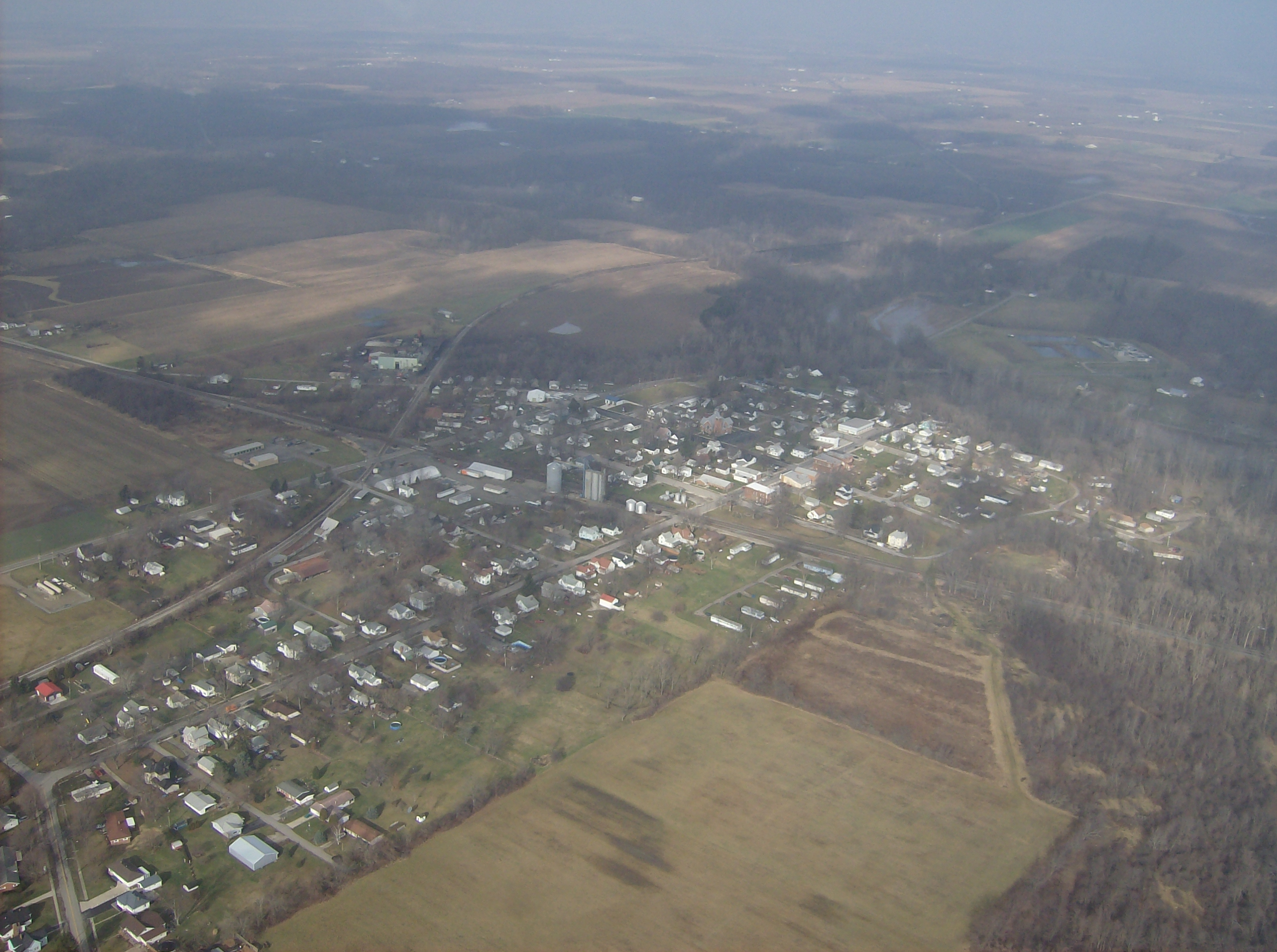
Quincy, Ohio

Quincy  este un sat cu 734 de locuitori (conform Census 2000) situat în comitatul Logan din statul  Ohio,  Statele Unite ale Americii. Ocupă o suprafața de 2,9 km2 (sau 1.1 mile2), în întregime uscat.

## Imagini

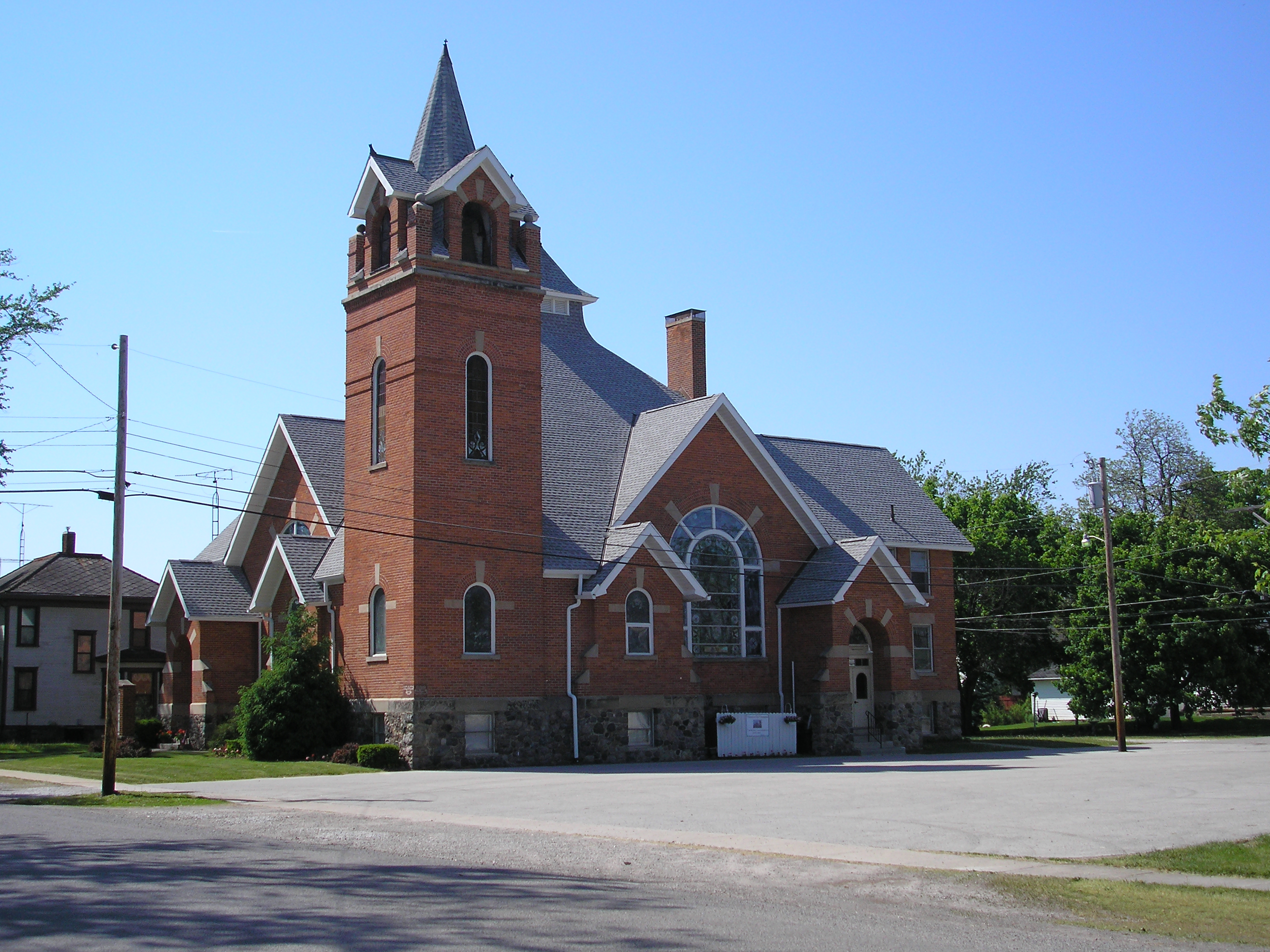
Quincy United Methodist Church
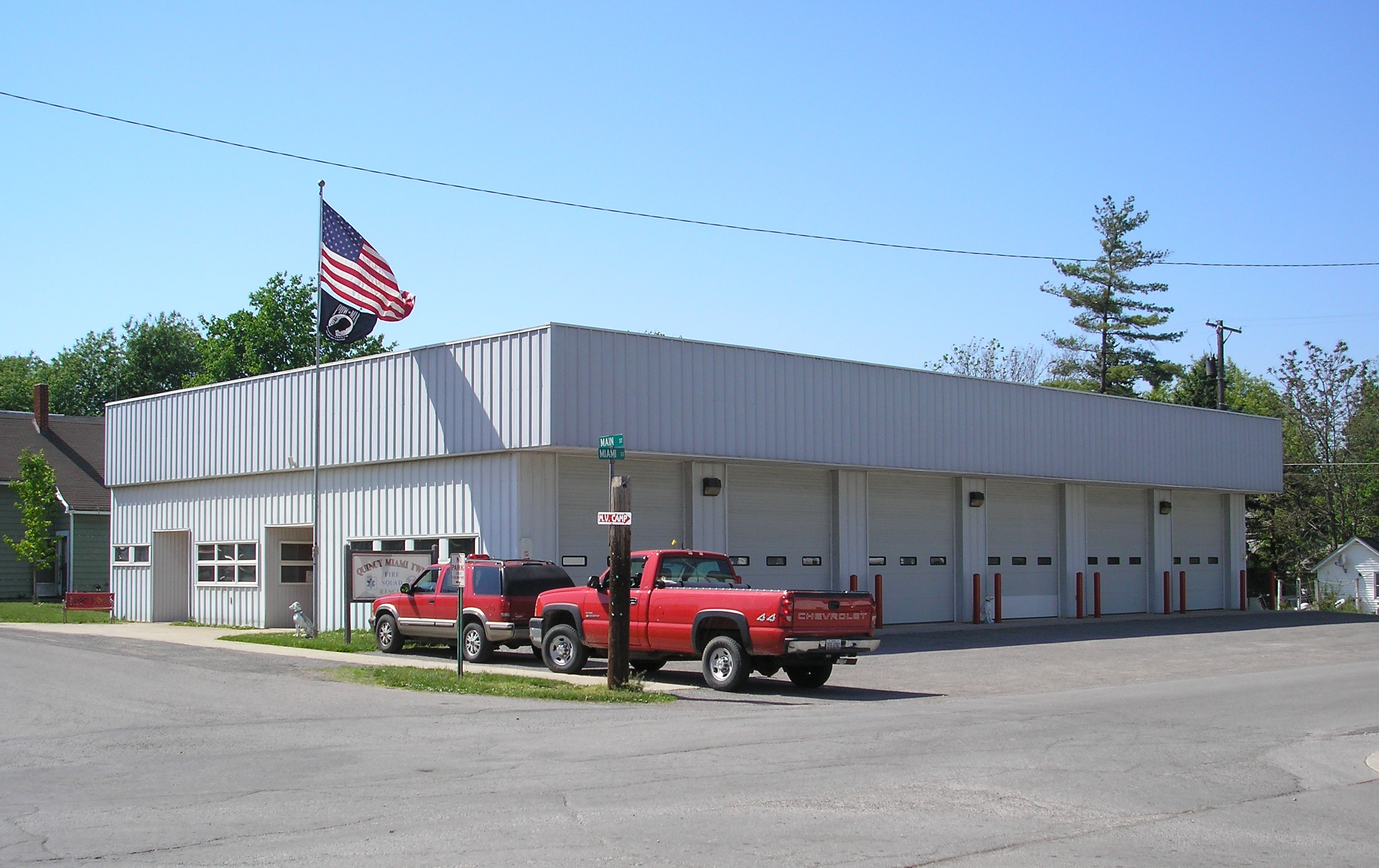
Quincy Miami Fire Station
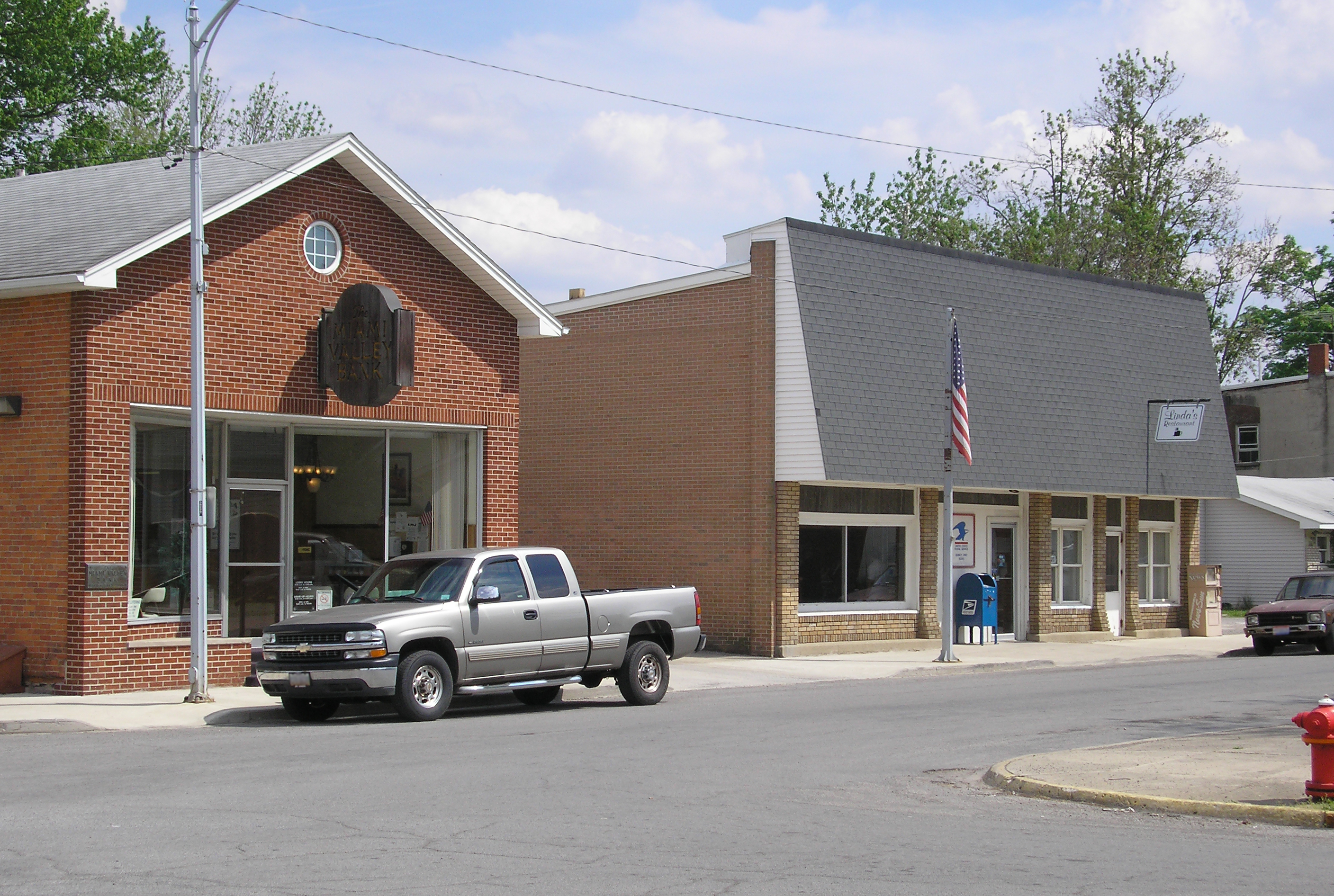
North Miami Street with Bank, Post Office and Town Restaurant
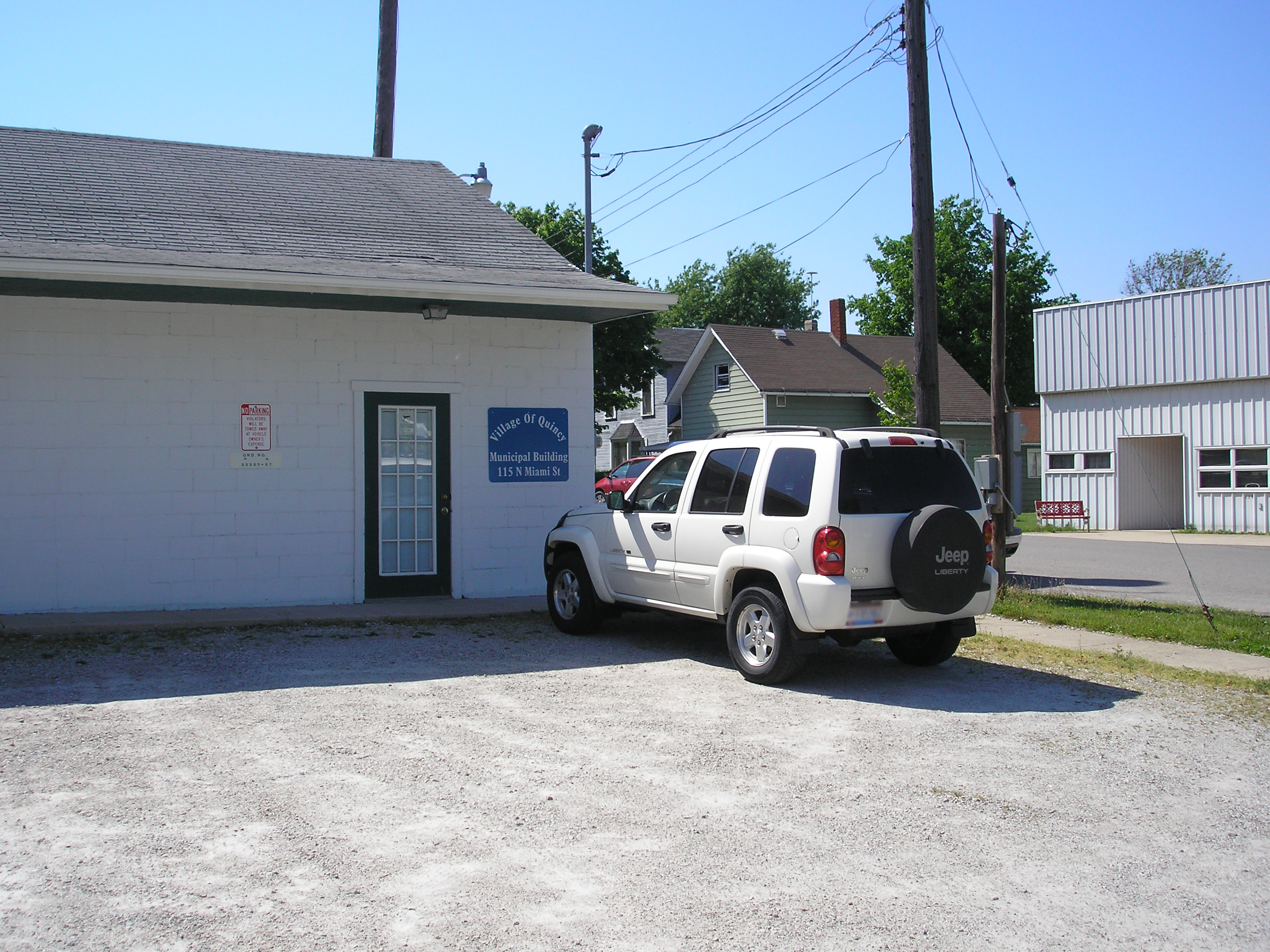
Quincy Municipal Building